# Wilhelm Weißgärber
Wilhelm Weißgärber (* 5. August 1925 in Brigidau/Wartheland; † 2015 in Berlin) war ein deutscher Politiker der DDR-Blockpartei DBD. Er war von 1971 bis 1990 Abgeordneter der Volkskammer der DDR. In der DBD bekleidete er mehrere Funktionen, zuletzt war er Vorsitzender des Bezirksvorstandes Berlin. 

## Leben
Der Sohn eines Kleinbauern absolvierte nach dem Besuch der Volksschule von 1939 bis 1942 eine kaufmännische Lehre. Am 27. Dezember 1942 beantragte er die Aufnahme in die NSDAP und wurde zum 20. April 1943 aufgenommen (Mitgliedsnummer 9.420.018).
Von 1946 bis 1951 arbeitete er im elterlichen Landwirtschaftsbetrieb in Schönhausen. Den Boden hatten seine Eltern nach der Umsiedlung vom ehemaligen Bismarckschen Gut durch die Bodenreform erhalten. 1949 wurde er Mitglied der DBD und war 1949/50 Vorsitzender der DBD-Ortsgruppe und Gemeindevertreter in Schönhausen. 1950/51 war er Mitglied des Kreistages Genthin und 1951 Stadtrat für Landwirtschaft in Genthin. 1951 wurde er Mitglied des FDGB. 1951/52 war er Mitarbeiter der Landesregierung von Sachsen-Anhalt in Halle.
Von 1952 bis 1959 war er Sekretär des DBD-Bezirksverbandes Magdeburg und von Juni 1959 bis 1962 stellvertretender Vorsitzender für Landwirtschaft des Rates des Bezirkes Magdeburg (Nachfolger von Werner Müller). Gleichzeitig gehörte er von 1952 bis 1968 als Abgeordneter dem Bezirkstag Magdeburg an. 
Von 1962 bis 1963 besuchte er das Institut zur Ausbildung von Funktionären für die sozialistische Landwirtschaft in Schwerin mit dem Abschluss als staatlich geprüfter Landwirt. Von 1963 bis Mai 1968 war er Erster Stellvertreter des Vorsitzenden des Landwirtschaftsrates bzw. Rates für Land- und Nahrungsgüterwirtschaft des Bezirkes Magdeburg.  
Von 1968 bis 1990 gehörte er als Mitglied dem DBD-Parteivorstand an. Von 1968 bis 1982 war er Mitglied des Präsidiums und von 1968 bis 1990 Sekretär des Parteivorstandes. Seit 1969 war er Mitglied des Nationalrates der Nationalen Front der DDR. Von August 1971 bis November 1988 war er Vorsitzender des DBD-Bezirksvorstandes Berlin. Am 14. Februar 1972 wurde er mit Konrad Naumann zum Mitglied des Bezirksausschusses Berlin der Nationalen Front gewählt. Von 1982 bis 1990 war er Vorsitzender des DBD-Schiedsgerichts.   
Von November 1971 bis März 1990 war er als Mitglied der DBD-Fraktion Abgeordneter der Volkskammer. Hier war er von 1971 bis 1979 im Ausschuss für Handel und Versorgung und seit 1980 als 1. Stellvertreter des Vorsitzenden des Ausschusses für Eingaben der Bürger tätig. Von  November 1971 bis 1990 war er auch Mitglied der Stadtverordnetenversammlung von Berlin.
Am 22. November 1989 wurde er zum stellvertretenden Vorsitzenden des Volkskammerausschusses zur Überprüfung von Fällen des Amtsmissbrauchs, der Korruption, der persönlichen Bereicherung und anderer Handlungen gewählt.
Weißgärber lebte in Berlin und starb im Alter von 89 Jahren.

## Auszeichnungen
- 1968 Vaterländischer Verdienstorden in Bronze, 1972 in Silber und 1979 in Gold
- Verdienstmedaille der DDR
- Ehrentitel Verdienter Werktätiger der Land- und Forstwirtschaft der Deutschen Demokratischen Republik